# Audley Rural
Audley Rural är en civil parish i Storbritannien.   Den ligger i grevskapet Staffordshire och riksdelen England, i den södra delen av landet, 220 km nordväst om huvudstaden London.